# Königliche Gustav-Adolfs-Akademie für schwedische Volkskultur
Die Königliche Gustav-Adolfs-Akademie für schwedische Volkskultur, schwedisch Kungliga Gustav Adolfs Akademien för svensk folkkultur, wurde am 6. November 1932, dem 300. Todestag von König Gustav II. Adolf, auf Initiative von Jöran Sahlgren gegründet. Es handelt sich um eine der Königlichen Akademien in Schweden; sie hat ihren Sitz in Uppsala. Gegenwärtig hat die Akademie etwa 220 Mitglieder.
Die Gustav Adolfs Akademie initiiert und fördert Aktivitäten und Publikationen auf den Gebieten der schwedischen Sprache, Literatur und Kultur. Sie gibt mehrere wissenschaftliche Zeitschriften heraus, die vor allem Themen der Philologie, Namenkunde und Volkskunde gewidmet sind (zum Beispiel ARV. Nordic yearbook of folklore, Namn och bygd, Saga och sed und Studia Anthroponymica Scandinavica), ferner mehrere Schriftreihen (zum Beispiel Acta Academiae Regiae Gustavi Adolphi).